# Tephraea cinerea
Tephraea cinerea är en skalbaggsart som beskrevs av Ernst Gustav Kraatz 1898. Tephraea cinerea ingår i släktet Tephraea och familjen Cetoniidae. Inga underarter finns listade i Catalogue of Life.